# Platytomus variolosus
Platytomus variolosus är en skalbaggsart som beskrevs av Friedrich Anton Kolenati 1846. Platytomus variolosus ingår i släktet Platytomus och familjen Aphodiidae. Inga underarter finns listade i Catalogue of Life.